# Brevis in longo
Brevis in longo (z łac. krótka (sylaba) w miejsce długiej) – zjawisko zachodzące w starożytnej poezji iloczasowej, występujące w wielu miarach wierszowych, m.in. w asklepiadeju i w trymetrze jambicznym akatalektycznym.
Zjawisko to występuje w przypadku, gdy metrum wymaga, aby sylaba kończąca wers była długa (np. w trymetrze jambicznym), a okazuje się krótka. Choćby nawet sylaba na końcu wersu była krótka z natury, traktuje się ją jako długą w związku z zakończeniem wersu, po którym następuje przerwa na oddech. Nie należy mylić tego zjawiska z ancepsem: anceps może być traktowany albo jako sylaba krótka, albo jako długa, natomiast sylaba brevis in longo jest zawsze traktowana jako długa, niezależnie od jej właściwej długości.